# Аляска (фильм, 2015)
«Аляска» (итал. Alaska) — драматический фильм 2015 года сценариста и режиссёра Клаудио Купеллини с Элио Джермано и Астрид Бержес-Фрисби в главных ролях. Он участвовал в основном конкурсе Римского кинофестиваля, а также имел номинацию на лучшую женскую роль премии «Давид ди Донателло».

## Сюжет
Сюжет фильма рассказывает о дискотеке под названием «Аляска», которой управляет только что вышедший из тюрьмы мужчина по имени Фаусто. Он влюблён во француженку по имени Надин, которая успешно работает моделью в Милане.

## В ролях
- Элио Джермано — Фаусто
- Астрид Бержес-Фрисби — Надин
- Валерио Бинаско — Сандро
- Елена Радоничич  — Франческа
- Антуан Оппенхайм  — Николя
- Паоло Пьеробон  — Марко
- Пино Колицци  — Альфредо
- Марко Д’Амор  — Тони
- Рошди Зем  — Бенуа
- Анастасия Виноградова  — Ева

## Оценки критиков
По мнению Джордана Минцера из The Hollywood Reporter: «Романтическая драма, которая стремится быть такой же обширной и захватывающей дух, как штат США, в честь которого она была названа, „Аляска“ знаменует достойную, хотя и лишь частично удовлетворительную попытку итальянского режиссёра Клаудио Купеллини рассказать старую добрую историю любви на чрезмерно широком холсте». Виттория Скарпа из Cineuropa отмечает: «Клаудио Купеллини представляет нам историю любви, одиночества, амбиций и насилия, находящуюся на полпути между сказкой и трагедией».

## Награды и номинации
| Год  | Награда            | Категория      | Номинируемые         | Результат |
| ---- | ------------------ | -------------- | -------------------- | --------- |
| 2016 | Давид ди Донателло | Лучшая актриса | Астрид Бержес-Фрисби | Номинация |